# フェルト (自転車メーカー)

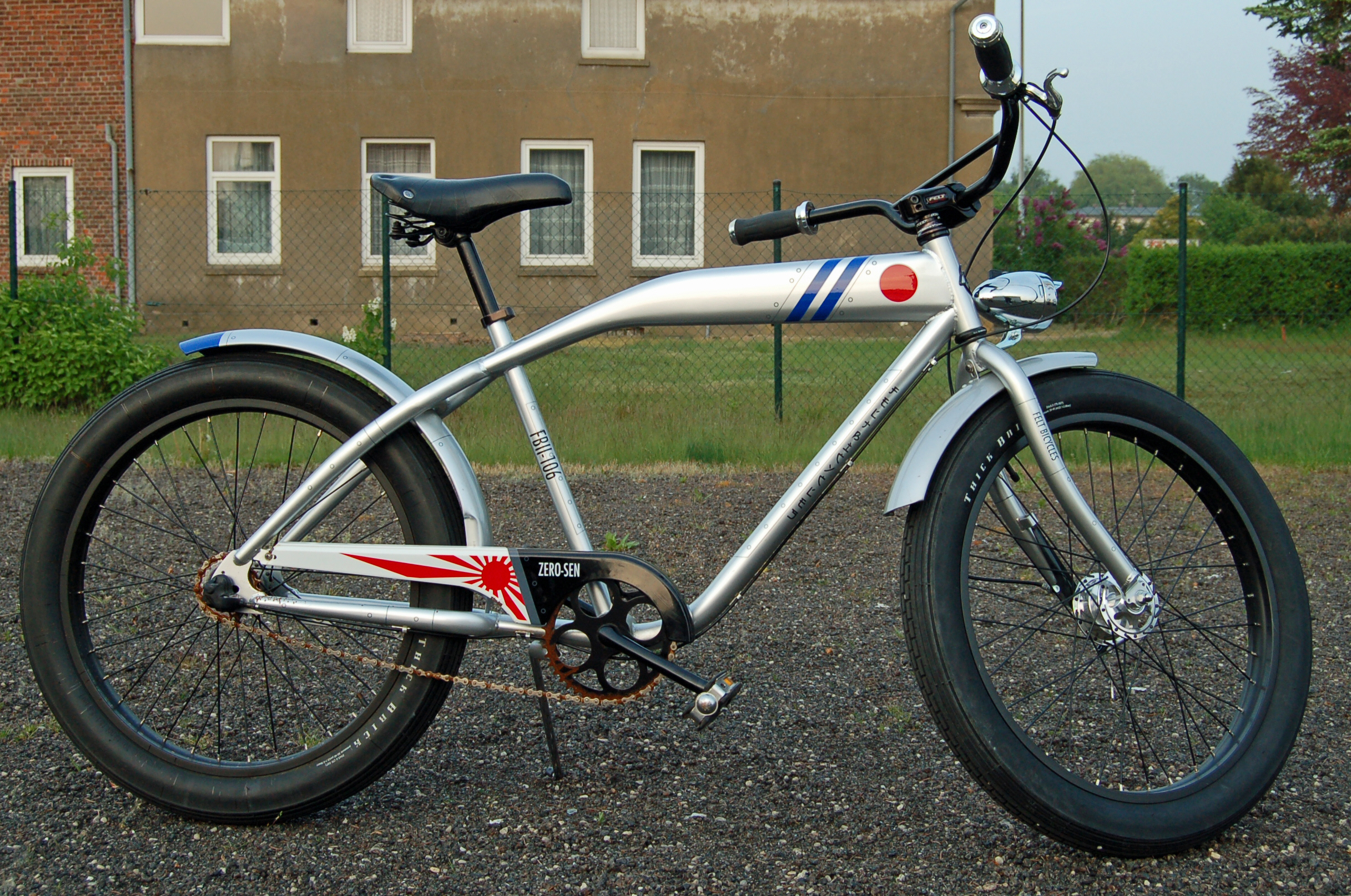
Felt Beachcruiser ZERO SEN

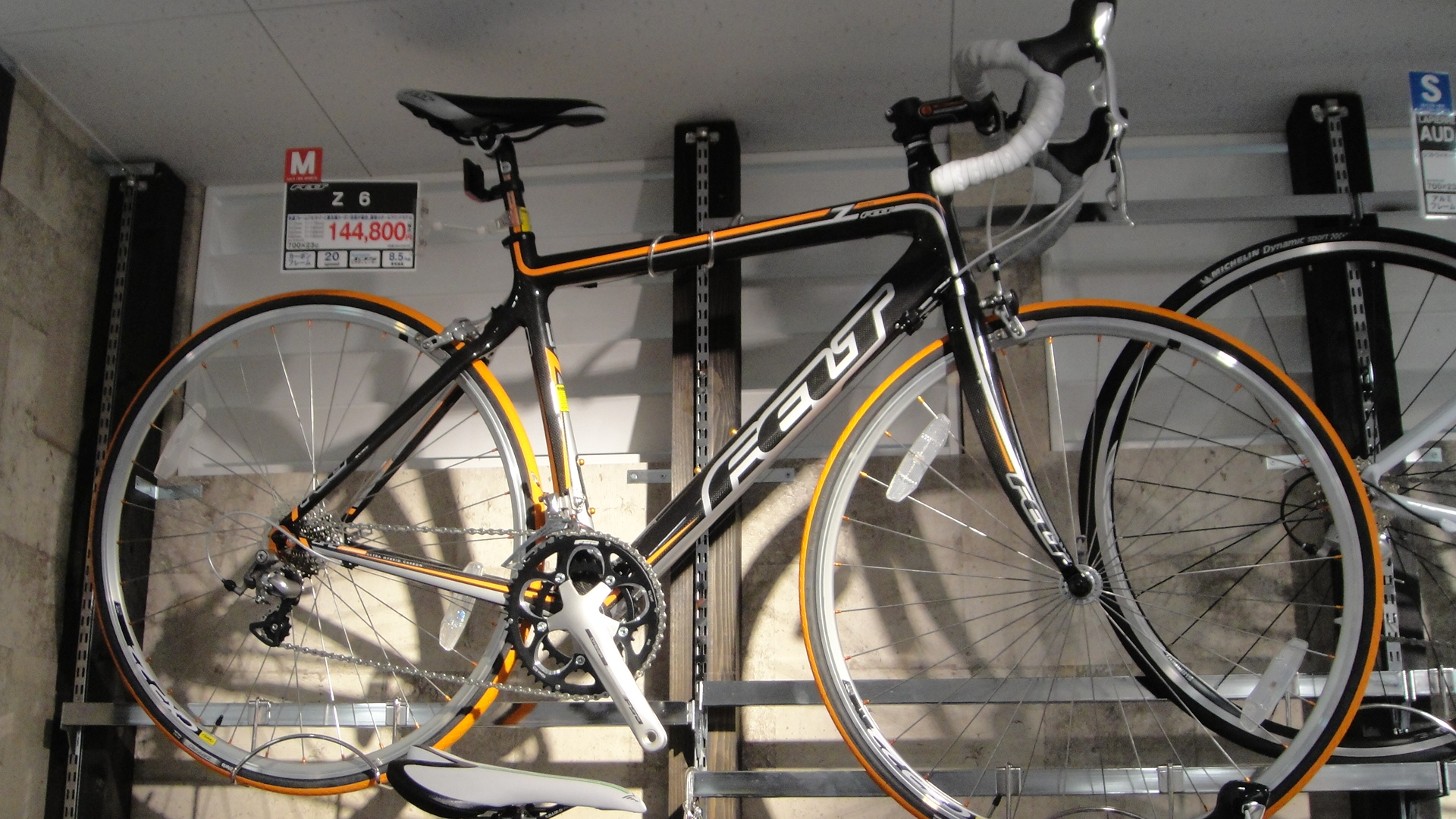
Felt Z6

フェルト（Felt Bicycles LLC ）はアメリカ・カリフォルニア州アーバインに拠点をおく自転車メーカー。FRシリーズ、ARシリーズに代表されるロードバイク、VRシリーズなどのエンデュランス、グラベルロードバイク、トライアスロンバイク、TTバイクやクロスバイクを生産、販売している。

## 沿革
創設者であるジム・フェルトはもともとヤマハ、カワサキ、スズキ、ホンダなどのメカニックとしてモーターレース用のオートバイフレームを製作していたが、1989年、自身が乗るためのトライアスロン用自転車フレームのデザインを始めた。このフレームの出来に驚いたプロ選手たちがジムにフレームの製作を依頼するようになる。
やがて自転車業界では新興メーカーであったイーストン・スポーツから声がかかり、ジムはイーストンの依頼で製品開発に携わることになる。特にトライアスロンとシクロクロスの分野では彼の製作したフレームが幾多のチャンピオンを生み、その評価を確固たるものとした。
1994年イーストンを離れたジムは2000年までアンサー・プロダクツと提携して製品開発を続け、2001年独自ブランドを立ち上げた。これに際し、従来ハイエンドのレース用機材が中心であったものを、世界的マーケットで幅広いラインアップを擁する総合自転車メーカーへの転換をビジョンとして、ジムのパートナーとなったのがアメリカ人ビル・デューリングとドイツ人ミヒャエル・ムルマンである。
ビル・デューリングはワシントンD.C.で3代続く自転車店経営者の家庭に生まれ、大手自転車問屋に就職する。そこでBMXを中心とした自転車の流通・販売ノウハウを得た。一方ミヒャエル・ムルマンは大学で経営学と経済学を学ぶかたわら学費を捻出するためにスポーツ用品の輸入販売を営み、自ら自転車店を開業したり、のちにはBMXやマウンテンバイクの製造をも手がけるようになった。2人はBMXの販売を通じて知り合い、フェルトブランドの立ち上げに資金面および人材面で協力することとなる。
その後はアメリカとヨーロッパの二極体制で事業を展開し、現在ではロードバイク、トライアスロンバイク、シクロクロス、BMX、マウンテンバイク、トラックレーサー、軽快車などラインアップを拡大し、27か国に140モデルを供給する中堅メーカーとなっている。
当ブランドについて，日本ではしばしばドイツのメーカーと紹介されることがある。これはジムが2人のパートナーと共にブランドを設立した地がドイツであったという点、また過去に日本語版メーカーカタログにて「機能美溢れるドイツの高品質ブランド」と記載されていたという点からであると思われる。しかしジムはアメリカ人であり、現在の本部もアメリカ・カリフォルニア州内に置かれている。また、ヨーロッパにおける本部についても2017年のロシニョールによる買収以来フランスに置かれている。

## 日本におけるプレゼンス
日本においてはGTバイシクルズと同じく、ライトウェイプロダクツジャパンが総輸入代理商社となっている。
フェルトはもともと大規模な宣伝を打たず口コミでシェアを伸ばしてきた経緯から、日本のスポーツ車マーケットでは地味な印象を拭えなかった。しかし2007年にはアメリカのUCIコンチネンタルプロチーム、チーム・スリップストリーム・パワード・バイ・チポートレ（現、チーム・キャノンデール・ガーミン）に機材供給を開始、2010年まで同チームに機材を供給した。2008年にはジロ・デ・イタリアのチームTTで優勝し、同年のツール・ド・フランスにワイルドカード枠で出場した。2009年のブエルタ・ア・エスパーニャでは3つのステージ優勝を、更に2013年のツール・ド・フランスにてマルセル・キッテルがマーク・カベンディッシュ等の強豪スプリンターを抑え1日目にはマイヨ・ジョーヌを着るなど合計4勝をチームにもたらし、その認知度は着実に上昇している。